# Harold Kroto
Sir Harold Walter Kroto o Harold Krotoschiner KBE FRS (Wisbech, Cambridgeshire 1939 - Lewes, East Sussex 2016) és un químic i professor universitari anglès guardonat amb el Premi Nobel de Química l'any 1996.

## Biografia
Va néixer el 7 d'octubre de 1939 a la ciutat de Wisbech, situada al comtat de Cambridgeshire, en una família d'immigrants jeus polonesos i alemanys que van fugir de l'Alemanya nazi a la dècada del 1930. Després d'estudiar primària a la ciutat de Bolton va estudiar física, química i matemàtiques a la Universitat de Sheffield, on es graduà el 1961 i doctorà en química l'any 1964.
Després cursà estudis postdoctorals al Canadà i als Laboratoris Bell de Nova Jersey, des de 1967 és professor de química a la Universitat de Sussex. El 1990 fou nomenat membre de la Royal Society de Londres i el 1996 fou nomenat Cavaller Comandant de l'Imperi Britànic per part de la reina Elisabet II del Regne Unit.
Va morir el 30 d'abril de 2016.

## Recerca científica
Interessat tant en la química orgànica com en la inorgànica, va desenvolupar al Laboratori de Química de la Universitat de Sussex investigacions sobre una nova forma de cristal·lització geomètrica del carboni, gràcies a la síntesi química dels ful·lerens descoberts el 1988 pels químics nord-americans Robert Curl i Richard Smalley. Aquestes estructures, compostes de dos àtoms de carboni, poden ser aprofitades, gràcies a les seves excepcionals propietats d'estabilitat, en la fabricació de materials resistents a altes temperatures, i fins i tot com substitutius del silici en els xips.
El 1996 fou guardonat, juntament amb Curl i Smalley, amb el Premi Nobel de Química pel descobriment dels ful·lerens.